# デュケーヌ (重巡洋艦)
デュケーヌ (Duquesne) はフランス海軍の重巡洋艦。デュケーヌ級。

## 艦歴
1924年10月30日起工。1925年12月17日進水。1928年5月1日就役。1928年12月6日竣工。
1939年9月3日時点ではトゥーロンのForces de haute mer、3e escadreの2e division de croiseursに所属。
1940年1月から4月まではダカールを拠点とするY部隊の一隻として活動。5月、アレクサンドリアへ移動。フランスの降伏により1943年までアレクサンドリアに留まる。
1943年5月、アレクサンドリアのフランス海軍部隊は連合国軍側に加わった。8月に喜望峰周りでダカールへ移動し、哨戒活動に従事。1944年8月にはカサブランカに移動し、輸送船として活動。
1946年、インドシナに派遣される。1月26日にサイゴンに到着。香港や上海を訪れている。11月にはフランス本国に戻った。12月に再びインドシナへ向かい、1947年1月17日にサイゴン到着。輸送船としての活動の他、トゥーラン周辺での作戦の際に火力支援も行った。5月、フランスに戻る。
1947年9月1日、予備役となる。1955年7月2日除籍。